# Кльоново (Дзялдовський повіт)
Кльоново (пол. Klonowo) — село в Польщі, у гміні Лідзбарк Дзялдовського повіту Вармінсько-Мазурського воєводства.
Населення — 464 особи (2011).
У 1975-1998 роках село належало до Цехановського воєводства.

## Демографія
Демографічна структура станом на 31 березня 2011 року:
|          | Загалом | Допрацездатний вік | Працездатний вік | Постпрацездатний вік |
| -------- | ------- | ------------------ | ---------------- | -------------------- |
| Чоловіки | 245     | 72                 | 156              | 17                   |
| Жінки    | 219     | 52                 | 125              | 42                   |
| Разом    | 464     | 124                | 281              | 59                   |